# ید لوگول
ید لوگول که به عنوان ید آبی و محلول ید قوی نیز شناخته می‌شود، محلول پتاسیم یدید با ید موجود در آب است. این دارو و ضد عفونی کننده است که برای اهداف مختلف مورد استفاده قرار می‌گیرد. از طریق دهان از آن برای درمان پرکاری تیروئید استفاده می‌شود تا جراحی انجام شود، تا از غده تیروئید برابر ایزوتوپ‌های ید محافظت شود و کمبود ید را درمان کند. در صورت استفاده از گردن رحم از آن برای کمک به غربالگری سرطان دهانه رحم استفاده می‌شود. به عنوان ماده ضدعفونی کننده ممکن است روی زخمهای کوچک مانند آسیب پوستی سوزن نیز اعمال شود. مقدار کمی نیز ممکن است برای ضدعفونی اضطراری آب آشامیدنی استفاده شود.

## موارد استفاده

### کاربردهای پزشکی
تجویز قبل از عمل محلول لوگول باعث کاهش ریزش خون در حین عمل تیروئیدکتومی در بیماران مبتلا به بیماری گریوز می‌شود.

### علوم پایه
- به عنوان یک ثابت‌کننده به هنگام انجام یک رنگ‌آمیزی گرم. پس از رنگ آمیزی با بنفش کریستال به مدت ۱ دقیقه استفاده می‌شود، اما قبل از اتانول برای اطمینان از پپتیدوگلیکان موجودات گرم مثبت رنگ آمیزی شده، به راحتی آن را به عنوان گرم مثبت در میکروسکوپ تشخیص می‌دهد.
- محلول لوگول همچنین می‌تواند در آزمایش‌های گوناگون مورد استفاده قرار گیرد تا مشاهده شود که چگونه غشای سلولی از اسمز و انتشار استفاده می‌کند.

## اثرات جانبی
از آنجا که حاوی ید آزاد است، محلول لوگول با غلظت ۲٪ یا ۵٪ بدون رقیق کننده برای مخاط، از جمله پوشش مری و معده، تحریک کننده و مخرب است. مقادیر ۱۰ میلی لیتر محلول ۵٪ بدون محلول گزارش شده‌است که باعث ایجاد ضایعات معده در هنگام استفاده در آندوسکوپی می‌شود.

### ضد عفونی کننده ید
- یدوفرم
- یدوفور
- تنتور ید

### معرفها
- معرف بندی بندیکت
- معرف ملزر
- لکه ورهوف